# 로비 데이먼드
로비 데이먼드(영어: Robbie Daymond, 1982년 4월 28일 ~ )는 미국의 성우이다. 일본 애니메이션 《세일러문》의 턱시도 가면, 《원펀맨》의 무면허 라이더, 게임 리그 오브 레전드의 케인, 페르소나 5의 아케치 고로 등의 캐릭터를 연기하였다.